# Dynasty Wars
Dynasty Wars (Tenchi wo Kurau au Japon) est un jeu vidéo de beat them all développé et édité par Capcom sur CP System en juillet 1989 et basé sur le manga japonais Tenchi wo Kurau,.

## Portages
- ZX Spectrum : 1990
- Commodore 64 : 1990
- Amstrad CPC : 1990
- Amiga : 1990
- Atari ST : 1990

## Série
1. Dynasty Wars
2. Warriors of Fate : 1990